# 穆濟基夫卡

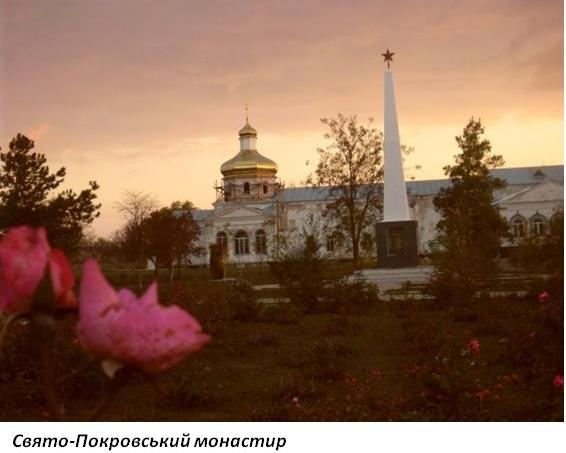
圣代祷修道院

穆濟基夫卡（烏克蘭語：Музиківка），是烏克蘭南部赫爾松州赫尔松区穆济基夫卡市镇内的村落及其行政中心。始建於1815年，面積6.9平方公里，海拔高度20米，2001年人口2,672，人口密度每平方公里387.4人。